# 邢军 (1920年)
邢军（1920年—2012年1月20日），男，直隶（今河北）深县人，中华人民共和国政治人物，曾任北京市经济委员会副主任，北京市人大常委会副主任。